# Martin XB-27
Le Martin XB-27  (Martin Model 182) est un projet de bombardier à haute altitude américain, partiellement dérivé du B-26 Marauder. Aucun appareil n'est construit.